# Молдова на летних Олимпийских играх 2012
Молдова на летних Олимпийских играх 2012 была представлена в девяти видах спорта.

## Награды
| Медаль | Спортсмен       | Вид спорта       | Дисциплина        |
| ------ | --------------- | ---------------- | ----------------- |
| Бронза | Кристина Йову   | Тяжёлая атлетика | Женщины, до 53 кг |
| Бронза | Анатолий Кырыку | Тяжёлая атлетика | Мужчины, до 94 кг |

## Результаты соревнований

### Бокс
Спортсменов — 1
Мужчины
| Соревнование | Спортсмены     | Первый раунд          | Второй раунд        | Четвертьфинал       | Полуфинал           | Финал               |
| Соревнование | Спортсмены     | Соперник Результат    | Соперник Результат  | Соперник Результат  | Соперник Результат  | Соперник Результат  |
| ------------ | -------------- | --------------------- | ------------------- | ------------------- | ------------------- | ------------------- |
| до 69 кг     | Василий Белоус | Селемани Кидунда 20:7 | Тарас Шелестюк 15:7 | Не квалифицировался | Не квалифицировался | Не квалифицировался |

### Лёгкая атлетика
Спортсменов — 10
Мужчины
| Дисциплина     | Спортсмен         | Предварительный раунд | Предварительный раунд | Финал               | Финал               |
| Дисциплина     | Спортсмен         | Результат             | Место                 | Результат           | Место               |
| -------------- | ----------------- | --------------------- | --------------------- | ------------------- | ------------------- |
| 3 000 м с/п    | Иван Лукьянов     | 8:22:09               | 11                    | 8:28:15             | 10                  |
| марафон        | Ярослав Мушинский |                       |                       | 2:16:25             | 25                  |
| марафон        | Роман Продиус     |                       |                       | Не финишировал      | Не финишировал      |
| метание молота | Сергей Маргиев    | 69,76                 | 31                    | Не квалифицировался | Не квалифицировался |

Женщины
| Дисциплина        | Спортсмен       | Предварительный раунд                              | Предварительный раунд                              | Полуфиналы                                         | Полуфиналы                                         | Финал                                              | Финал                                              |
| Дисциплина        | Спортсмен       | Результат                                          | Место                                              | Результат                                          | Место                                              | Результат                                          | Место                                              |
| ----------------- | --------------- | -------------------------------------------------- | -------------------------------------------------- | -------------------------------------------------- | -------------------------------------------------- | -------------------------------------------------- | -------------------------------------------------- |
| марафон           | Наталья Черкес  |                                                    |                                                    |                                                    |                                                    | 2:37:13                                            | 65                                                 |
| метание диска     | Наталья Артык   | Не участвовала из-за уличения в применении допинга | Не участвовала из-за уличения в применении допинга | Не участвовала из-за уличения в применении допинга | Не участвовала из-за уличения в применении допинга | Не участвовала из-за уличения в применении допинга | Не участвовала из-за уличения в применении допинга |
| метание молота    | Залина Маргиева | 72,19                                              | 9                                                  |                                                    |                                                    | 74,06                                              | 8                                                  |
| метание молота    | Марина Маргиева | Не участвовала из-за уличения в применении допинга | Не участвовала из-за уличения в применении допинга | Не участвовала из-за уличения в применении допинга | Не участвовала из-за уличения в применении допинга | Не участвовала из-за уличения в применении допинга | Не участвовала из-за уличения в применении допинга |
| бег на 400 метров | Олеся Кожухарь  | 53:64                                              | 33                                                 | Не квалифицировалась                               | Не квалифицировалась                               | Не квалифицировалась                               | Не квалифицировалась                               |
| бег на 800 метров | Елена Попеску   | 2:06:94                                            | 21                                                 | Не квалифицировалась                               | Не квалифицировалась                               | Не квалифицировалась                               | Не квалифицировалась                               |

### Стрельба из лука
Спортсменов — 1
Мужчины
| Соревнование              | Спортсмены | Квалификация | Квалификация | 1/32 финала        | 1/16 финала        | 1/8 финала         | Четвертьфинал       | Полуфинал           | Финал               |
| Соревнование              | Спортсмены | Результат    | Место        | Соперник Результат | Соперник Результат | Соперник Результат | Соперник Результат  | Соперник Результат  | Соперник Результат  |
| ------------------------- | ---------- | ------------ | ------------ | ------------------ | ------------------ | ------------------ | ------------------- | ------------------- | ------------------- |
| Индивидуальное первенство | Дан Олару  | 654          | 47           | Джейк Камински 6:5 | Саймон Терри 7:1   | Ким Буб Мин 1:7    | Не квалифицировался | Не квалифицировался | Не квалифицировался |

### Дзюдо
Спортсменов — 2
Мужчины
| Дисциплина | Спортсмены     | 1/32 финала             | 1/16 финала              | 1/8 финала          | Четвертьфинал       | Полуфинал           | Финал               |
| Дисциплина | Спортсмены     | Соперник Результат      | Соперник Результат       | Соперник Результат  | Соперник Результат  | Соперник Результат  | Соперник Результат  |
| ---------- | -------------- | ----------------------- | ------------------------ | ------------------- | ------------------- | ------------------- | ------------------- |
| До 81 кг   | Серджиу Тома   | Мусил Яромир 100:0001   | Такахиро Накаи 0003:0101 | Не квалифицировался | Не квалифицировался | Не квалифицировался | Не квалифицировался |
| До 90 кг   | Иван Ремаренко | Кирилл Денисов 0001:100 | Не квалифицировался      | Не квалифицировался | Не квалифицировался | Не квалифицировался | Не квалифицировался |

### Плавание
Спортсменов — 2
Мужчины
| Дисциплина         | Спортсмены     | 1 раунд   | 1 раунд | Полуфинал           | Полуфинал           | Финал               | Финал               |
| Дисциплина         | Спортсмены     | Результат | Место   | Результат           | Место               | Результат           | Место               |
| ------------------ | -------------- | --------- | ------- | ------------------- | ------------------- | ------------------- | ------------------- |
| 100 метров брассом | Данила Артёмов | 1:03:57   | 40      | Не квалифицировался | Не квалифицировался | Не квалифицировался | Не квалифицировался |

Женщины
| Дисциплина         | Спортсмен     | 1 раунд   | 1 раунд | Полуфинал            | Полуфинал            | Финал                | Финал                |
| Дисциплина         | Спортсмен     | Результат | Место   | Результат            | Место                | Результат            | Место                |
| ------------------ | ------------- | --------- | ------- | -------------------- | -------------------- | -------------------- | -------------------- |
| 100 метров брассом | Татьяна Кишка | 1:13:30   | 40      | Не квалифицировалась | Не квалифицировалась | Не квалифицировалась | Не квалифицировалась |

### Велоспорт
Спортсменов — 1
Мужчины
| Дисциплина                 | Спортсмены  | Финал          | Финал          |
| Дисциплина                 | Спортсмены  | Результат      | Место          |
| -------------------------- | ----------- | -------------- | -------------- |
| раздельная шоссейная гонка | Олег Бердос | Не финишировал | Не финишировал |

### Стрельба
Спортсменов — 1
Женщины
| Соревнование                       | Спортсмены      | Квалификация | Квалификация | Финал                | Финал                |
| Соревнование                       | Спортсмены      | Результат    | Место        | Результат            | Место                |
| ---------------------------------- | --------------- | ------------ | ------------ | -------------------- | -------------------- |
| Пневматический пистолет, 10 метров | Марина Згурская | 377          | 29           | Не квалифицировалась | Не квалифицировалась |

### Борьба
Спортсменов — 2
Мужчины
| Дисциплина | Спортсмены    | 1/8 финала         | Четвертьфинал          | Полуфинал           | Финал               |
| Дисциплина | Спортсмены    | Соперник Результат | Соперник Результат     | Соперник Результат  | Соперник Результат  |
| ---------- | ------------- | ------------------ | ---------------------- | ------------------- | ------------------- |
| До 96 кг   | Николай Чебан | Синиви Болтик 3:1  | Георгий Гогшелидзе 0:3 | Не квалифицировался | Не квалифицировался |

Женщины
| Дисциплина | Спортсмен       | 1/8 финала         | Четвертьфинал      | Полуфинал            | Финал                |
| Дисциплина | Спортсмен       | Соперник Результат | Соперник Результат | Соперник Результат   | Соперник Результат   |
| ---------- | --------------- | ------------------ | ------------------ | -------------------- | -------------------- |
| До 72 кг   | Светлана Саенко | Синтия Вескан 3:1  | Ванг Джяо 5:0      | Не квалифицировалась | Не квалифицировалась |

### Тяжёлая атлетика
Спортсменов — 2
Мужчины
| Дисциплина | Спортсмены      | Рывок     | Рывок | Толчок    | Толчок | Сумма упражнений | Сумма упражнений |
| Дисциплина | Спортсмены      | Результат | Место | Результат | Место  | Результат        | Место            |
| ---------- | --------------- | --------- | ----- | --------- | ------ | ---------------- | ---------------- |
| До 94 кг   | Анатолий Кырыку | 181       | 7     | 226       | 2      | 407              | 3                |

Женщины
| Дисциплина | Спортсмены    | Рывок     | Рывок | Толчок    | Толчок | Сумма упражнений | Сумма упражнений |
| Дисциплина | Спортсмены    | Результат | Место | Результат | Место  | Результат        | Место            |
| ---------- | ------------- | --------- | ----- | --------- | ------ | ---------------- | ---------------- |
| До 53 кг   | Кристина Йову | 99        | 1     | 120       | 3      | 210              | 3                |